# Irwin Rivera
Irwin Rivera (Cidade do México, 14 de fevereiro de 1989) é um lutador mexicano de artes marciais mistas, atualmente competindo no peso galo do Ultimate Fighting Championship.

## Carreira no MMA

### UFC
Rivera foi chamado de última hora pelo UFC para substituir o lesionado Mike Davis contra Giga Chikadze em 16 de maio de 2020 no UFC on ESPN: Overeem vs. Harris. Apesar de ter fazer uma boa luta mesmo tendo apenas dois dias de preparação, Rivera acabou derrotado por decisão unânime.
Sua primeira vitória no UFC veio em 8 de agosto de 2020 contra Ali Al Qaisi no UFC Fight Night: Lewis vs. Oleinik. Rivera venceu a luta por decisão dividida.

## Cartel no MMA
| Cartel no MMA   |             |            |
| 16 lutas        | 10 vitórias | 6 derrotas |
| Por nocaute     | 5           | 2          |
| Por finalização | 1           | 0          |
| Por decisão     | 4           | 4          |

| Res.    | Cartel | Oponente           | Método                           | Evento                                 | Data       | Round | Tempo | Local                    | Notas                                             |
| ------- | ------ | ------------------ | -------------------------------- | -------------------------------------- | ---------- | ----- | ----- | ------------------------ | ------------------------------------------------- |
| Derrota | 10-6   | Andre Ewell        | Decisão (dividida)               | UFC Fight Night: Covington vs. Woodley | 19/09/2020 | 3     | 5:00  | Las Vegas, Nevada        |                                                   |
| Vitória | 10–5   | Ali Alqaisi        | Decisão (dividida)               | UFC Fight Night: Lewis vs. Oleinik     | 08/08/2020 | 3     | 5:00  | Las Vegas, Nevada        | Volta aos Galos.                                  |
| Derrota | 9–5    | Giga Chikadze      | Decisão (unânime)                | UFC on ESPN: Overeem vs. Harris        | 16/05/2020 | 3     | 5:00  | Jacksonville, Flórida    | Estreia nos Penas.                                |
| Vitória | 9–4    | Danny Sabatello    | Nocaute técnico (socos)          | Titan FC 58                            | 20/12/2019 | 4     | 4:26  | Fort Lauderdale, Flórida | Ganhou o Cinturão Peso Galo do Titan FC.          |
| Vitória | 8–4    | Matt Waggy         | Nocaute técnico (chute no corpo) | Titan FC 55                            | 28/06/2019 | 4     | 4:18  | Fort Lauderdale, Flórida | Ganhou o Cinturão Peso Galo Interino do Titan FC. |
| Vitória | 7-4    | Lazar Stojadinovic | Nocaute técnico (socos)          | Titan FC 53                            | 15/03/2019 | 1     | 1:40  | Fort Lauderdale, Flórida |                                                   |
| Derrota | 6–4    | Edir Terry         | Nocaute técnico (lesão)          | Titan FC                               | 16/02/2018 | 1     | 1:05  | Fort Lauderdale, Flórida |                                                   |
| Vitória | 6–3    | Chino Duran        | Decisão (unânime)                | Combate 16: Combate Clásico            | 27/07/2016 | 3     | 5:00  | Miami, Flórida           |                                                   |
| Derrota | 5–3    | Kevin Natividad    | Decisão (majoritária)            | Combate 13                             | 20/04/2017 | 3     | 5:00  | Tucson, Arizona          |                                                   |
| Derrota | 5–2    | Jose Ceja          | Nocaute técnico (socos)          | Combate Americas 9: EmpireRising       | 14/10/2016 | 2     | 4:22  | Verona, Nova York        |                                                   |
| Vitória | 5–1    | Jose Ceja          | Finalização (mata-leão)          | Legacy FC 52                           | 25/03/2016 | 3     | 4:45  | Lake Charles, Louisiana  |                                                   |
| Derrota | 4–1    | Steven Peterson    | Decisão (unânime)                | Legacy FC 46                           | 02/10/2015 | 3     | 5:00  | Allen, Texas             |                                                   |
| Vitória | 4-0    | Adi Alić           | Decisão (unânime)                | Fight Time 25                          | 29/05/2015 | 3     | 5:00  | Miami, Flórida           |                                                   |
| Vitória | 3-0    | Chris Navarro      | Nocaute técnico (socos)          | Fight Time 23                          | 06/02/2015 | 1     | 4:58  | Miami, Flórida           |                                                   |
| Vitória | 2-0    | John Rivera        | Nocaute (soco)                   | Fight Time 22                          | 05/12/2014 | 1     | 0:34  | Miami, Flórida           |                                                   |
| Vitória | 1-0    | Andre Cuff         | Decisão (dividida)               | Fight Time 21                          | 07/11/2014 | 3     | 3:00  | Miami, Flórida           | Estreia nos Galos.                                |